# IC 4260
IC 4260 ist eine Spiralgalaxie vom Hubble-Typ Sa im Sternbild Wasserschlange. Sie ist schätzungsweise 435 Millionen Lichtjahre von der Milchstraße entfernt.

Das Objekt wurde am 4. Mai 1904 von Royal Harwood Frost entdeckt.